# Grušena
Grušena este o localitate din comuna Kungota, Slovenia, cu o populație de 115 locuitori.